# Battista Chiavelli
Battista Chiavelli (Fabriano, 1385 – Fabriano, 26 maggio 1435) è stato un politico italiano, signore di Fabriano.

## Biografia
Era figlio di Tommaso Chiavelli (1360-1435), signore di Fabriano che, in età avanzata, lo affiancò al governo della città. 

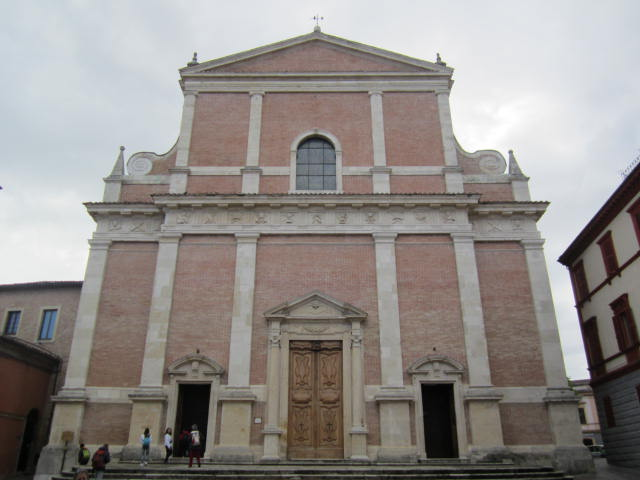
Fabriano, cattedrale di San Venenzio, luogo dell'eccidio dei Chiavelli

Sposò Guglielma da Varano, figlia di Rodolfo III da Varano, condottiero e signore di Camerino e di Elisabetta Malatesta, ed ebbero numerosi figli:
- Gismondo
- Piergentile
- Chiavello
- Guido
- Rodolfo
- Gentile
- Agnese
- Elisabetta
- Piccardina
- Camilla
- Costanza
- Margherita
- Nicoletta

Di carattere dispotico nei confronti del popolo, fu probabilmente la causa che portò, il 26 maggio 1435, all'eccidio della famiglia Chiavelli, avvenuto a Fabriano nella cattedrale di San Venenzio. Assieme a Battista, furono uccisi i suoi figli maschi, il padre e i fratelli. Le figlie femmine e Guglielma vennero liberate e trovarono accoglienza presso la corte di Urbino.
Dopo l'eccidio e un breve periodo di sottomissione a Francesco Sforza (1435-1444), la città venne annessa allo Stato Pontificio.